# Estado Liang
Liáng (chino: 梁) fue un estado vasallo de la dinastía Zhou durante las Primaveras y Otoños. Su familia gobernante eran los Ying (嬴). Su capital estaba cerca de la actual Hancheng, Shaanxi. Sus gobernantes eran condes (伯, bó). 
En 703 a. C. los gobernantes de Rui, Guo Occidental, Xun, Jia y Liang apoyaron al marqués de Jia contra el intento de conquista de Quwo. En 654 a. C. el príncipe Yiwu huyó de Jin a Liang, el gobernante de Liang le dio a su hija Ying (嬴) como esposa y le ayudó a recuperar el poder en 650 a. C. En 641 a. C. el duque Mu de Qin lo conquistó.